# Hulimavu, Nanjangud
Hulimavu là một làng thuộc tehsil Nanjangud, huyện Mysore, bang Karnataka, Ấn Độ.